# Laksmi (istennő)

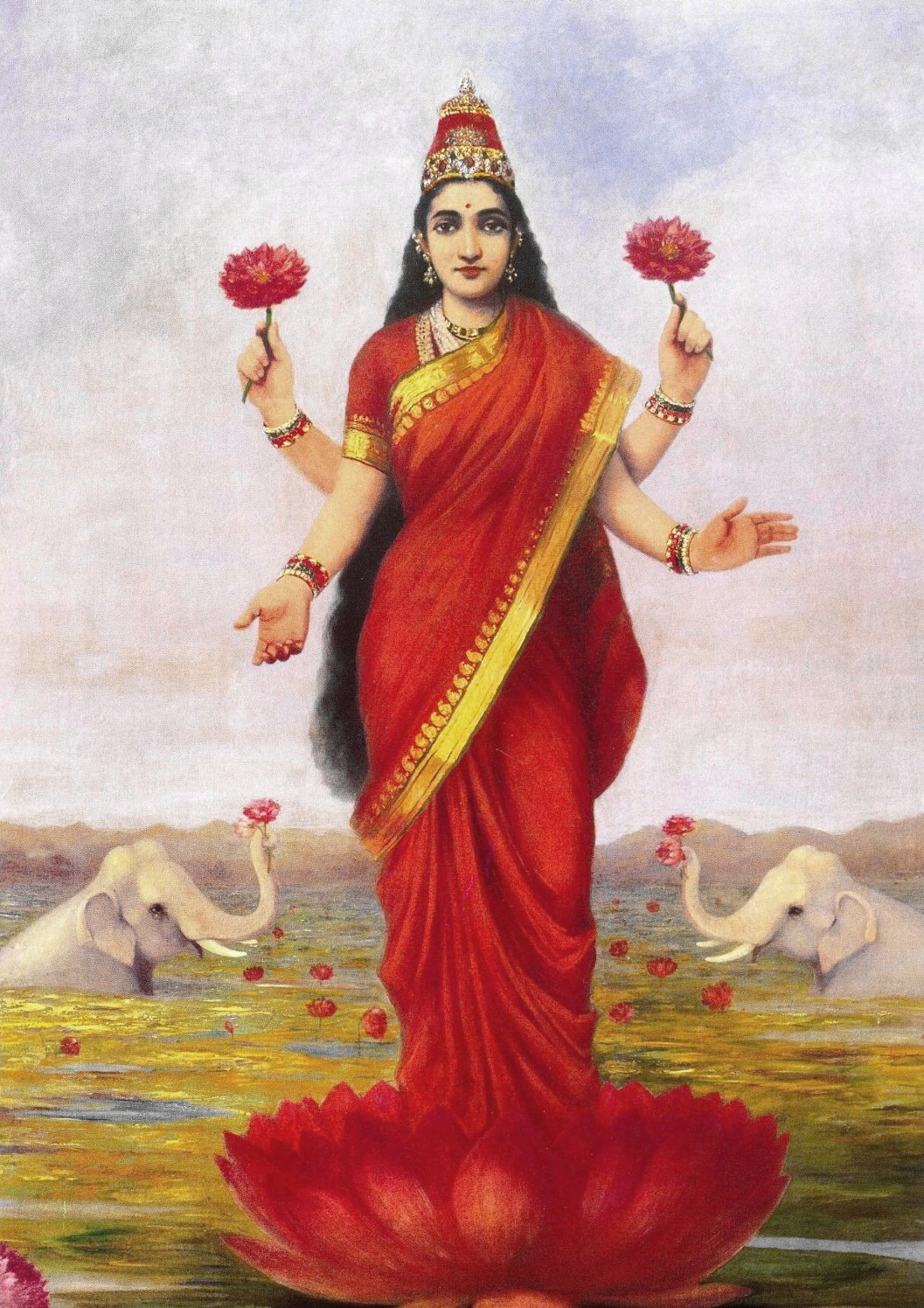
Laksmi istennő

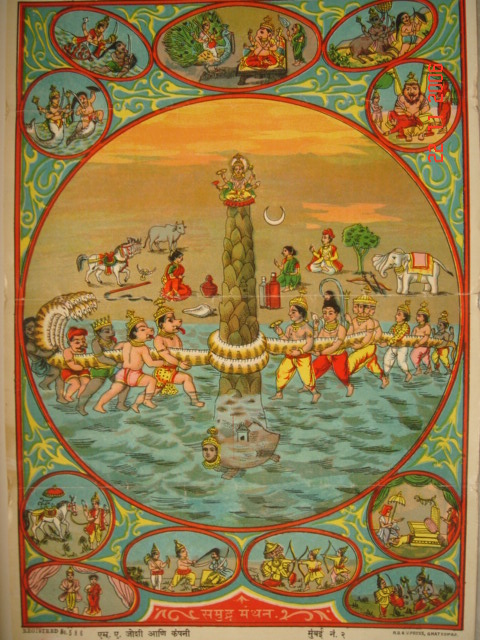
Laksmi születése

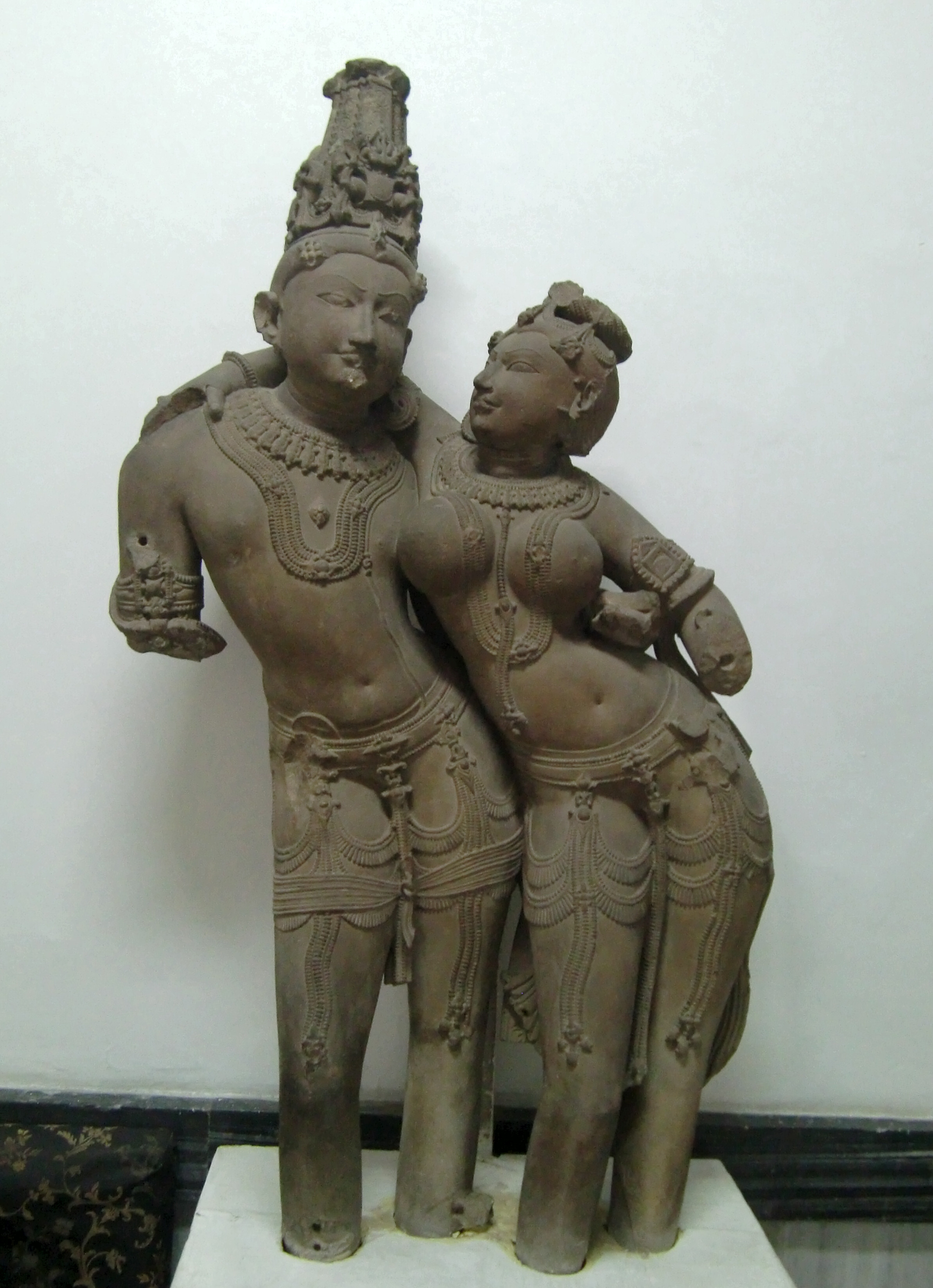
Laksmi és Visnu, 11. századi szobor (Nemzeti múzeum, India)

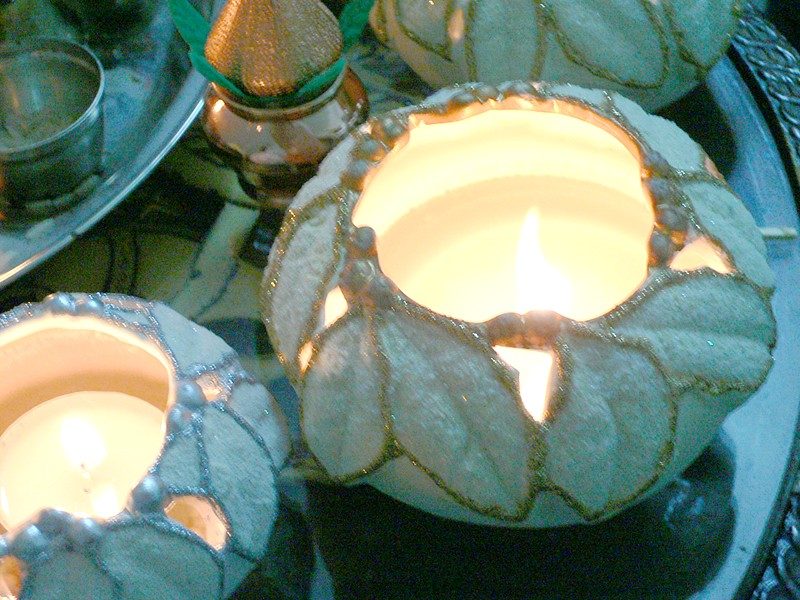
Lámpások a Dívalin

Laksmi (Dévanágari: लक्ष्मी ) más néven Srí, hindu istennő, a gazdagság és jószerencse istennője, ő osztja el a szükséges javakat az emberek között. Mahádévi egyik megjelenési formája, Visnu hitvese, saktija. Visnu a hinduizmusban a fenntartó szerepet tölti be, a világ fenntartásához szükség van az anyagi és szellemi jólétre, ezért kapcsolódik Laksmi Visnuhoz.
Laksmi férjével, Visnuval együtt többször is testet öltött. Amikor Visnu Rámaként jelent meg, ő volt Szíta, amikor Krisna képében jelent meg, az istennő Rádhaként öltött testet. A hagyomány szerint Laksmi jelenléte termékenységet hoz. Gyönyörű asszonyként, aranyszínű bőrrel, lótuszvirágon ülve ábrázolják.
Laksmi legjelentősebb ünnepe a Dívali, a fények ünnepe.

## Laksmi szimbólumai
Laksmi istennőt általában úgy ábrázolják, hogy lótuszon áll vagy ül. A lótusz az istennő teljességből fakadó, abban gyökerező állapotát jelenti.
Laksmi bőre aranyfényű, általában virágfüzérekkel ábrázolják. Négy kezéből kettőben szintén lótuszt tart, a harmadik kezével védelmet ad, míg a negyedik keze táplál, de nemcsak anyagi, hanem szellemi szinten is.

## Születésének legendája
A Tejóceán kiköpülése során jelent meg. A mítosz szerint a dévák(istenek) és az aszurák összefogtak, hogy a halhatatlanság italát, az Amritát kiköpüljék a kozmikus óceánból. Vászukit, a kígyót használták kötélnek, és Mandarát, a hegyet nyélnek, majd elkezdték köpülni az óceánt. Maga Visnu egy teknős formájában támasztotta a hegyet, amíg azt egyre gyorsabban pörgették körbe-körbe. Köpülés közben sok csodás dolog emelkedett ki az Tejóceán hullámaiból, ezek között volt Laksmi istennő, avagy Sri. Két kezében lótuszt tartott, kettővel pedig lefelé, az emberek felé mutatott. Az óceánból egy elefánt emelkedett ki, és virágkoszorút, málát nyújtott felé.  A Gangesz és a többi szent folyó neki ajánlották vizeiket, és a négy égtáj elefántjai végezték el a szertartásos fürdőt. Laksmi párjának Visnut választotta, tekintetét a dévák (halhatatlanok) felé fordította, elfordulva az aszuráktól.

## Laksmi és Visnu
Laksmi és Visnu soha el nem választhatók. Amikor Visnu a különböző korokban különböző formákban leszáll a Földre, úgy tesz Laksmí is. Amikor Visnu Vámana avatárként, törpeként inkarnálódott, Laksmi Kamalaként, egy lótuszból született meg, Parasuráma idején Laksmí Dhárani volt, Ráma számára Szíta lett, Krisnának Rádha. Bármikor, amikor csak megjelenik Visnu, Laksmi is ott van.

## Ünnepek, fesztiválok
- Dívali (Dévanágari:दिवाली ), a fények ünnepe

A Dívali vagy Dípavali India legnagyobb, több napon át tartó ünnepe.  A Divali a fény és jólét ünnepe, kartika hónapban (október-november) tartják.
Este lámpásokat gyújtanak, kiteszik őket az ablakba, hogy Laksmi istennő, aki a gazdagság és jólét istennője megtalálja az utat a házhoz. Laksmi a fények ünnepén házról-házra jár, és megáld minden szépen kivilágított házat. Mindenki birtokolni akarja, de senkinél sem marad sokáig.
Laksmi istennő a Dívali alkalmával Gruhalaksmi is, azaz tökéletes háziasszony formájában van jelen. Ezért ilyenkor a háziasszonyok ajándékot kapnak, valami olyasmit, amit a konyhában vagy a vendégek fogadásánál tudnak használni. Ez is azt segíti, hogy a jólét megalapozódjon a házban. Ilyenkor sokat sütnek-főznek, nagyon sokféle édesség is kerül az asztalokra.
A Dívali nemcsak az anyagi jólét ünnepe, hanem a spirituális fényé és felemelkedésé is. Ilyenkor az Istennő Mahálaksmi (mahá=nagy) formáját is tisztelik, aki segít elűzni a tudatlanság sötétségét, és segíti az embereket a megvilágosodás, lelki felemelkedés útján.
- Navarátri (Dévanágari: नवरात्री  ;gudzsaráti: નવરાત્રી; bengáli: নৗরাতরী; asszámi:নৱৰাত্রি;  pandzsábi: ਨਰਾਤੇ; kannada: ನವರಾತರೀ; kasmíri:نَورات / नवरात ;telugu: నవరాతరీ; tamil: நவராதரீ; malajálam: നവരാത്രി);

Hagyományosan tíznapos rendezvény a tridévi (Káli (Párvati), Laksmi, Szaraszvati ünnepe. Minden istennőt három napon át ünnepelnek. Az első három nap Káli ünnepe, a második három Laksmié, majd Szaraszvati következik.
Filozófiai megközelítésben:
Az első három nap (Káli napjai) a pusztítás felkelti a felelősség érzését, elindítva az emberekben a saját negatív késztetésük legyőzését.
A második három napon, Laksmi napjain megkezdődhet a belső értékek megtalálása, önkontroll, tolerancia, szeretetérzés kiteljesedése.
Szaraszvati három napján a kereső elindul az önfelismerés útján. Ez azonban csak tanulással lehetséges, ehhez odaadás és befogadóképesség kell.